# 杜芬舒斯的終結者列表
杜芬舒斯的終結者一覽主要是介紹迪士尼頻道的動畫飛哥與小佛中一名叫杜芬舒斯的博士研發的所有終結者。

## 第一季
- 終結者與還要更大終結者

這兩個是杜芬舒斯一開始參加科展的作品。前者在杜芬舒斯第一次參加科展時拿出來，但是只能對天空發射光束，最後落選。隔年拿出還要更大終結者，規模比之前大但功能不變，最後仍然落選。
- 磁力增強器/磁鐵終結者

杜芬舒斯在第一季《Rollercoaster》的裝置，放在巨大磁鐵旁邊，想要搭配覆蓋東海岸線的錫箔紙拉動東海岸線。
- 鑽頭終結者

杜芬舒斯在《Candace Loses Her Head》所建造的裝置，藏在拉西莫山的林肯頭像。杜芬舒斯想要用來鑽到中國，建高速公路賺大錢。可是還沒到中國就鑽到岩漿差點被吞沒。
- 洩氣終結者

杜芬舒斯在《The Fast and the Phineas》裝在飛船上，想要對賽車場發射破壞賽車的輪胎。可是在和派瑞戰鬥時讓光線射到鏡子並反射回飛船，讓飛船洩氣墜落。
- 白蟻控制頭盔

杜芬舒斯用來控制白蟻的裝置，出現在第一季《The Magnificent Few》。杜芬舒斯先大量收購鋁合金牆板，然後計畫控制白蟻把三州地區的木頭吃光，這樣大家都要向他買鋁合金牆板。
- 融化終結者6-5000

杜芬舒斯在《S'Winter》收購大量雷射筆打造的裝置。杜芬舒斯要用雷射融化看得到的巧克力，再用下水道系統把融化的巧克力收集起來。
- 邪惡百分百

杜芬舒斯在《Are You My Mummy?》所產生困住泰瑞的大泡泡，泡泡本身非常堅固。派瑞第一次被困住是在和杜芬舒斯相遇，找了一隻水獺幫忙製造一根牙籤戳破泡泡。第二次是在和杜芬舒斯纏鬥的時候一起被困住，派瑞就直接用杜芬舒斯的鼻尖戳破泡泡。
- 木頭終結者

杜芬舒斯在《Are You My Mummy?》用來吸走木頭的裝置，想要建造水壩讓河流都改道直接流入海洋將海平面上升，提高自己因此濱海的房地產價值。
- 奴才終結者

杜芬舒斯在《Raging Bully》為了自己的生日派對建造的，可以用螢幕上的文字對目標下指令。因為小時候生日派對都沒多少人，他想用這個強迫大家參加生日派對。因為派對最麻煩的是最後的清理，他也準備叫大家清理的指令。
- 年份加速終結者（Age-Accelerator-inator）

杜芬舒斯在《Lights, Candace, Action!》為了製作家傳起司而建造。因為原本需要五十八年半的時間發酵，這個裝置可以讓目標的時間加速流逝。
- 便便終結者

杜芬舒斯在《Tree to Get Ready》所建造，透過對目標產生關聯的影像下達指令。羅傑獲頒市鑰，杜芬舒斯用此裝置控制鴿子要在頒獎典禮上對羅傑降下鴿糞。
- 分解蒸發終結者

在《One Good Scare Ought to Do It!》杜芬舒斯在他師父的舊基地拿出來，要用來對付被抓起來的派瑞。可是杜芬舒斯在機器倒數計時的時候找不到被派瑞藏起來的逃生艙鑰匙，直到答應放開派瑞。
- 縮小球

杜芬舒斯在《Mom's Birthday》所建造，可以把他指定的目標變成原子尺寸大小。這是杜芬舒斯少數不使用「終結者」當名字登場的作品。
- 下定決心終結者

杜芬舒斯在《Journey to the Center of Candace》看到泰瑞闖進來後覺得先困住泰瑞再解說的模式太老套，就先對派瑞說要用這部機器摧毀不能下決定的人，造成派瑞在杜芬舒斯猶豫要不要立刻啟動機器時發動攻擊。最後這部機器也沒有使用的機會。
- 平面磁力腰帶

杜芬舒斯在《Journey to the Center of Candace》的陷阱裝置，可以圈住目標再緊貼在任何平面上。
- 複製貼上終結者

杜芬舒斯在《Run Away Runway》表示對於花太多時間排隊感到厭煩，要用這個像影印機的裝置大量複製自己代替自己排隊。
- 巨獸車消失終結者

杜芬舒斯在《It's a Mud, Mud, Mud, Mud World》展示。為了獨佔巨獸車市場，準備這部機器把其它巨獸車變不見，實際上傳送到不知名空間。
- 杜芬舒斯巨獸車與投資顧客消失終結者

在《It's a Mud, Mud, Mud, Mud World》中出現背特務P倒轉，結果把杜芬舒斯巨獸車與投資顧客傳送到不知名空間
- 巨獸車定位終結者

杜芬舒斯在《It's a Mud, Mud, Mud, Mud World》展示。為了幫巨獸車消失終結者找到目標，用來搜尋附近的巨獸車。
- 毀滅終結者

杜芬舒斯在《Ready for the Bettys》準備要啟動的裝置，但是因為飛哥與小佛的意外闖入讓派瑞把杜芬舒斯塞進工具間，而裝置持續倒數破壞橋樑讓凱蒂絲、史黛西與貝蒂女孩共乘的巴士陷入危機。
- 弄瞎你眼的沙子終結者/誰在哭泣終結者

杜芬舒斯在《The Flying Fishmonger》建造的裝置，為了報復黑靴惡霸伯利斯以前總是對他踢沙子。
- 服裝終結者

杜芬舒斯在《Boyfriend from 27,000 B.C.》表示自己討厭三明治小丑，要用這個吸走所有三明治小丑的服裝。
- 終結一萬三千終結者

杜芬舒斯在《Leave the Busting to Us》要發射大量氣象衛星把三州地區變成冰河時期，結果發射大量或大或小的龍捲風。
- 媒體刪除終結者

杜芬舒斯在《Voyage to the Bottom of Buford》意外救了一隻貓被媒體大幅報導，讓OWCA和大家以為他投向好人陣營。所以要用這部機器刪除三州地區有關這件事的圖片和影像記錄。

## 第二季
- 碳足跡終結者

「碳足跡」是指一個人的碳耗用量，杜芬舒斯博士沒搞清楚「碳足跡」的意思，所以收集了1970年代的碳紙，黏在大鞋子上，打算在城市的每個角落留下「碳」足跡。
- 月球反轉終結者

杜芬舒斯在第二季《The Doof Side of the Moon》建造。他認為自己能掌握的邪惡力量和月亮週期有關，結論是如果讓月亮的陰影面永遠朝地球就能讓自己永遠掌握最強的邪惡力量。
- 禮服終結者

杜芬舒斯在第二季《Gaming the System》建造。被這個終結者射到的人，身上的衣服會變成禮服。
- 天才磁鐵終結者

杜芬舒斯在第二季《Rollercoaster: The Musical!》再次執行暑假開始的計劃。即使同樣是搭配錫箔紙拉動東海岸線，仍然對泰瑞堅稱是不同的計劃，因為終結者名稱加上「天才」。

## 第三季
- 影像光束搶奪不是終結者

杜芬舒斯在《Phineas' Birthday Clip-O-Rama!》準備用來對付羅傑宣傳節目的機器，可以將原本的影像換成自己要播出的影像，好用來將自己的洗腦影片取代羅傑的節目。杜芬舒斯表示以前會失敗是因為機器名稱有「終結者」，所以這次取名「不是終結者」。
- 非常非常壞終結者（Very, Very Bad-inator）

杜芬舒斯在第三季《Bad Hair Day》把以前的裝置認為邪惡的部分都結合起來，認為可以發揮邪惡的用途。但是還沒有真的發射來展示效果，就被派瑞破壞。
- 去接人終結者

杜芬舒斯在《Candace Disconnected》為了省時間製造出來接凡妮莎回家的裝備，主要由一頂頭盔和兩支火箭構成。在成功接送凡妮莎回家以後，被舊諾姆頭用來將自己帶到復活島。
- 腐爛終結者

杜芬舒斯在第三季《Meatloaf Surprise》為了在肉捲比賽獲勝用來破壞別人的作品，最後害到自己。
- 刺棍終結者

史前人版本的杜芬舒斯的尖棍，要用來刺長毛象好讓長毛象發狂趕走羅傑，使自己得以佔據羅傑的地盤。但是反而激怒長毛象讓長毛象夷平自己的住所。
- 無聊終結者

在第三季《Phineas and Ferb Interrupted》登場，會讓被打中的人行為變得非常無聊。飛哥與小佛受到影響而失去平時的創造力，派瑞在破壞無聊終結者後又在隔天前往杜芬舒斯家修復並逆轉功能要將飛哥與小佛回復。不過射偏造成琳達受到經過逆轉功能後所變成的「有趣終結者」所發出的光線影響，「有趣終結者」隨後倒下摔壞，飛哥與小佛則因為凱蒂絲陷入危險而恢復正常。看到琳達所受到的影響，派瑞又帶工具箱去找杜芬舒斯。
- 算了吧你終結者

在第三季《A Real Boy》登場，可以讓目標忘記當下在想什麼。杜芬舒斯自己被這種機器的光束打中，以為諾姆是自己的兒子。琳達親眼看到飛哥與小佛的發明卻因為重複受到此裝置波及而忘了眼前所見。在此裝置因過熱而破壞後，杜芬舒斯受到的影響解除，想起諾姆並不是自己的兒子。
- 雞湯終結者（Chickensoupinator）

杜芬舒斯在第三季《Mommy Can You Hear Me?》建造的裝置，裡面儲存的雞湯都是購買其它食物的贈品，所以雞湯本身不用錢。建造的目的是為了自己在東尼快餐店喝湯看到蒼蠅而店員堅稱是葡萄乾（事實上一面為蒼蠅，另一面為葡萄乾），要用這部機器發射滾燙的雞湯報復。
- 偷懶駕駛終結者

杜芬舒斯在《Road Trip》裝在自己卡車的配備，實際上就是一組繩勾。在派瑞和他在卡車上纏鬥的時候，用來連接福林富雷察家的車讓他自己不用駕駛好專心纏鬥。
- 廣告終結者

杜芬舒斯在第三季《Tour de Ferb》所建造。以前杜芬舒斯想要在網路購買超級多用途終結者，被廣告視窗干擾而購買失敗。杜芬舒斯想到可以用廣告視窗賺大錢而建造此裝置。可以影響電腦、電視、攝影機螢幕甚至廣告招牌。視窗會永久留在螢幕上，如果點下設定的「關閉」紐實際上會出來更多廣告視窗。
- 樹倒在森林中之終結者

出現在第三季《My Fair Goalie》。過去曾經有個問題引起哲學家討論：「一棵樹在森林中倒下而沒有人聽到，那聲響真的存在嗎？」杜芬舒斯認為答案很明顯，就是一個「砰」，並且決定建造樹倒在森林中之終結者，被光束射中的東西都會倒下並發出「杜芬舒斯」的聲音。可是泰瑞來的時候杜芬舒斯重感冒，就放前一天的錄影給派瑞看介紹。
- 移動終結者

出現在第三季《A Phineas and Ferb Family Christmas》，實際上是瞬間傳送裝置。杜芬舒斯看了飛哥與小佛的聖誕節主題現場直播以為自己錯過聖誕節，為了在購買節慶用品時不用排隊且採購完畢可以快速返回自己家中而使用此裝置。
- 娃娃終結者

杜芬舒斯在《Agent Doof》加入OWCA以後對泰瑞提到把人變成嬰兒的機器。他在啟動時因為機器沒有接電而沒反應，認為自己不適合邪惡，應該轉向善良。之後諾姆在打掃的時候把機器的電接上，發射的光束把飛哥與小佛變成嬰兒。
- 果汁終結者

杜芬舒斯在《Delivery of Destiny》準備要在羅傑上台時把市府變成果汁的工具。最後泰瑞在快遞員保羅幫助下成功阻止他，意外的使他自己住的地方被變成有鳳梨口味的果汁。
- 火雞終結者

杜芬舒斯在《Gi-Ants》用來把目標轉變為火雞。杜芬舒斯表示因為火雞含的色胺酸讓人吃了昏昏欲睡，所以要讓大家吃火雞好征服三州地區。
- 誠實終結者（Tell-the-Truth-Inator）

杜芬舒斯在《Let's Bounce》建造的裝置，所發射的光束會強迫目標說實話，還附加一個模仿林肯的外形的機器人。杜芬舒斯表示社會是由各種謊言維持，所以要用這部裝置讓大家無法說謊。但是使用起來並不順利，被鎖定的目標並沒有產生如杜芬舒斯預期的反應，雖然他們也算說了實話。
- 蛋糕彩花抱抱終結者

杜芬舒斯在《Sleepwalk Surprise》夢遊時做出來。原本杜芬舒斯不知道面前的三部終結者是做什麼的，後來在諾姆懷中睡著由夢境知道是應該組合在一起的「終極終結者」。對目標發射讓目標都被會抱人的蛋糕困住，再用彩花讓被困住的人顧慮衛生而不能「吃出一條路」。杜芬舒斯從諾姆懷中醒來後又一次忘了用途而想要推到陽台丟掉，到了陽台又想起來。最後三部分還是被分別丟下樓。
- 麵糰爆炸終結者

杜芬舒斯在《Sci-Fi Pie Fly》為了在打敗披薩師傅而準備，可以從衣袖噴出氣體讓麵糰不斷變大。可是也可以把開關切換到相反的功能，讓周圍的一切都被吸進衣袖。